# Парафьяново (Ситцевский сельсовет)
Парафья́ново (бел. Параф’я́нава) — деревня в Докшицком районе Витебской области Беларуси. В составе Ситцевского сельсовета.

## География

### Гидрография
На реке Галядза.

## История
Первые упоминания о ней относятся к XV веку.
В 1624 году в деревне был возведен деревянный костел им. Св. Марии. Во время Русско-польской войны 1654—1667 годов российские войска сожгли костел, но изображение его осталось в книгах.
В 1793 году в результате второго раздела Речи Посполитой Парафьяново вошло в состав Российской империи.
В XIX веке имение принадлежало то Пшездецким, то Тышкевичам.
По данным 1886 года в Парафьяново проживало 45 человек.
В начале XX века в деревне построен новый каменный костёл.
В годы Великой Отечественной войны немецкими войсками в деревне было создано гетто, в котором было убито около 600 евреев.

## Население

### Численность
- 2019 год — 152 жителей

### Динамика
- 2019 год — 152 жителей (перепись населения)

## Достопримечательности
- Костёл Пресвятой Девы Марии (1908-1913, ранее — костёл Иоанна Крестителя). Архитектор — Тадеуш Ростворовский.

## Галерея

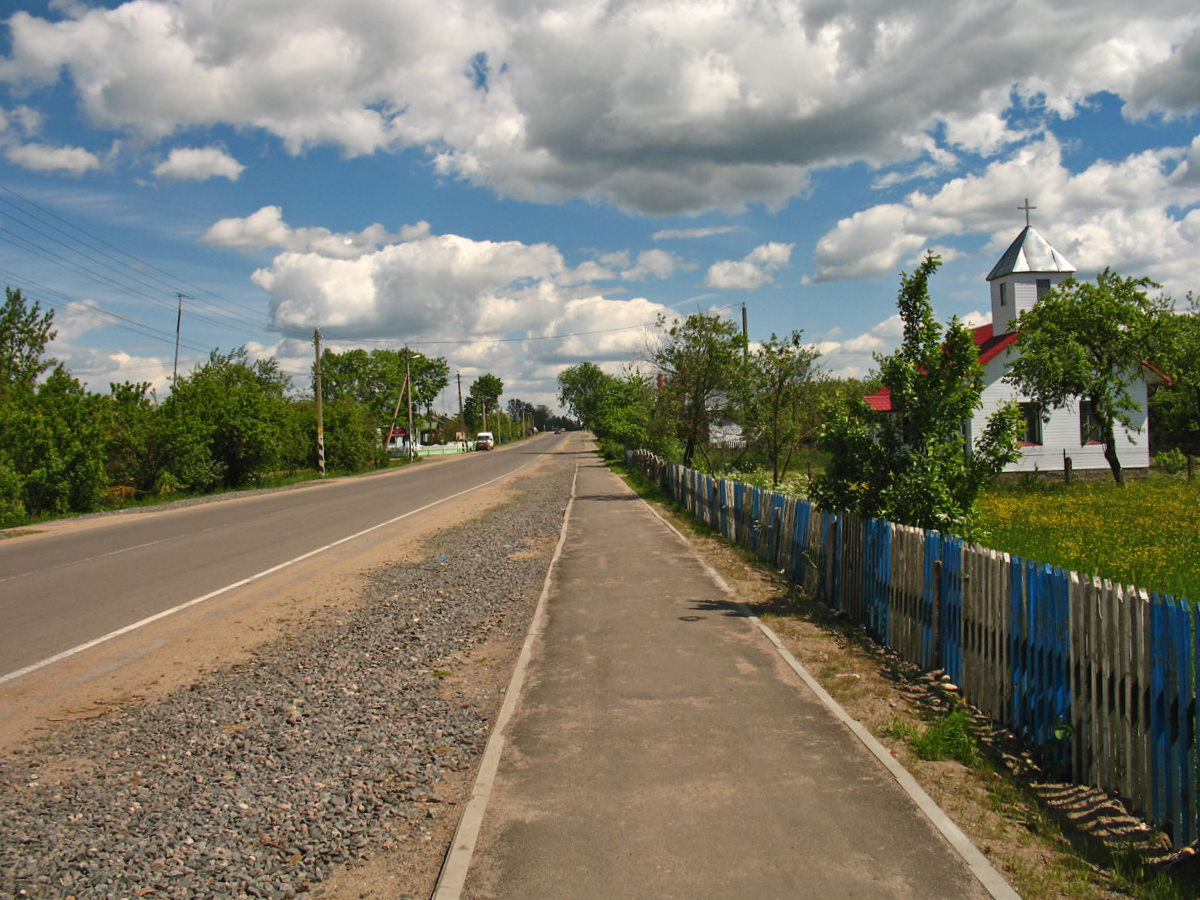
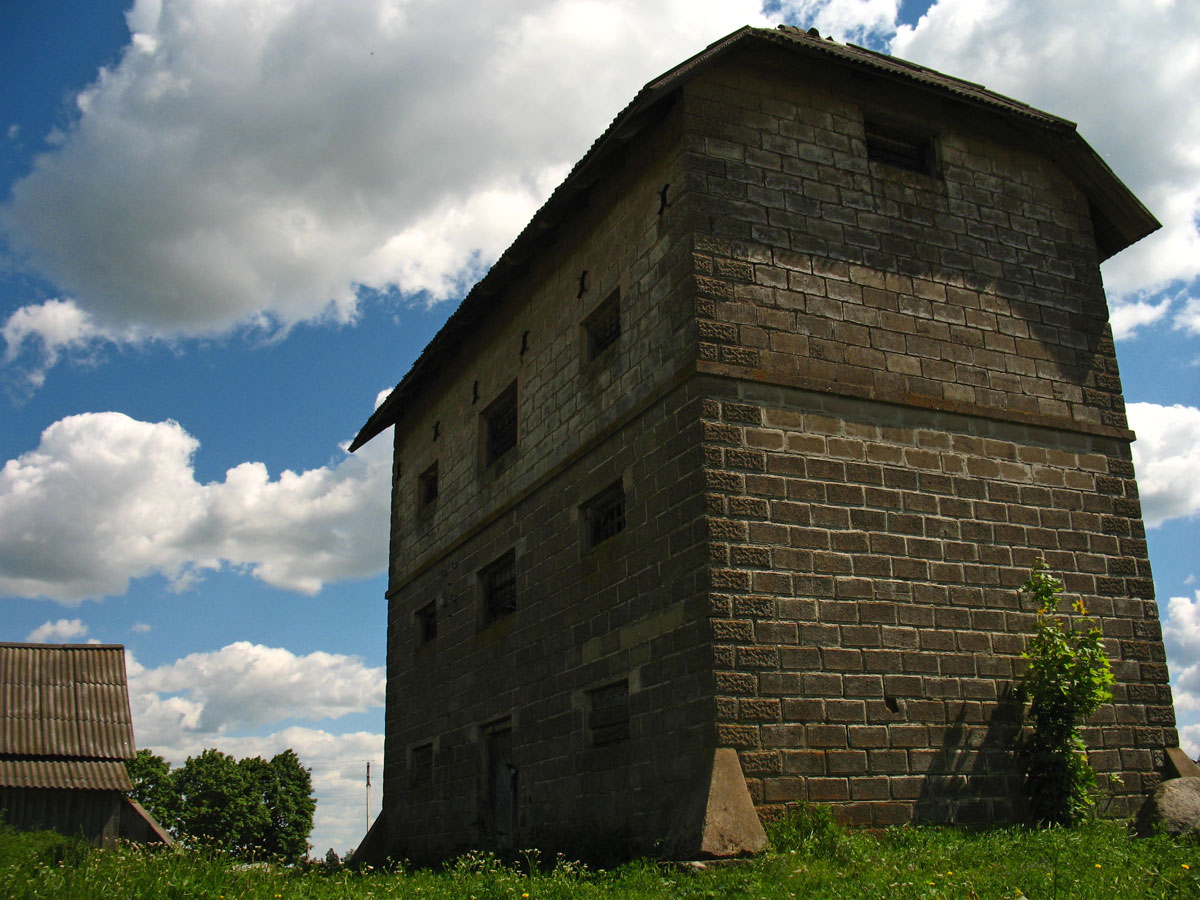
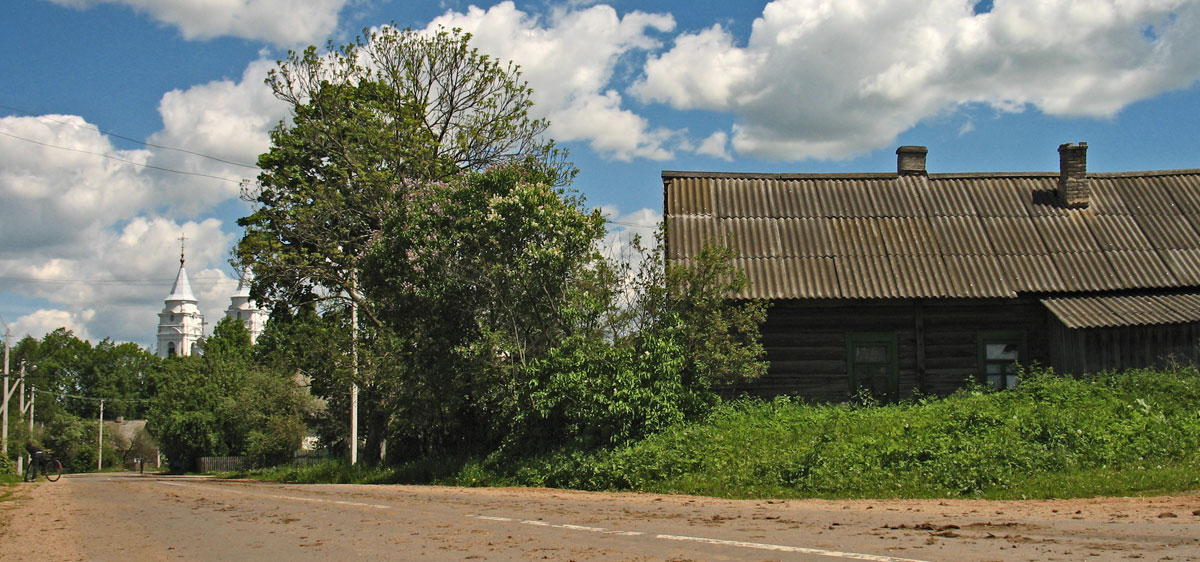
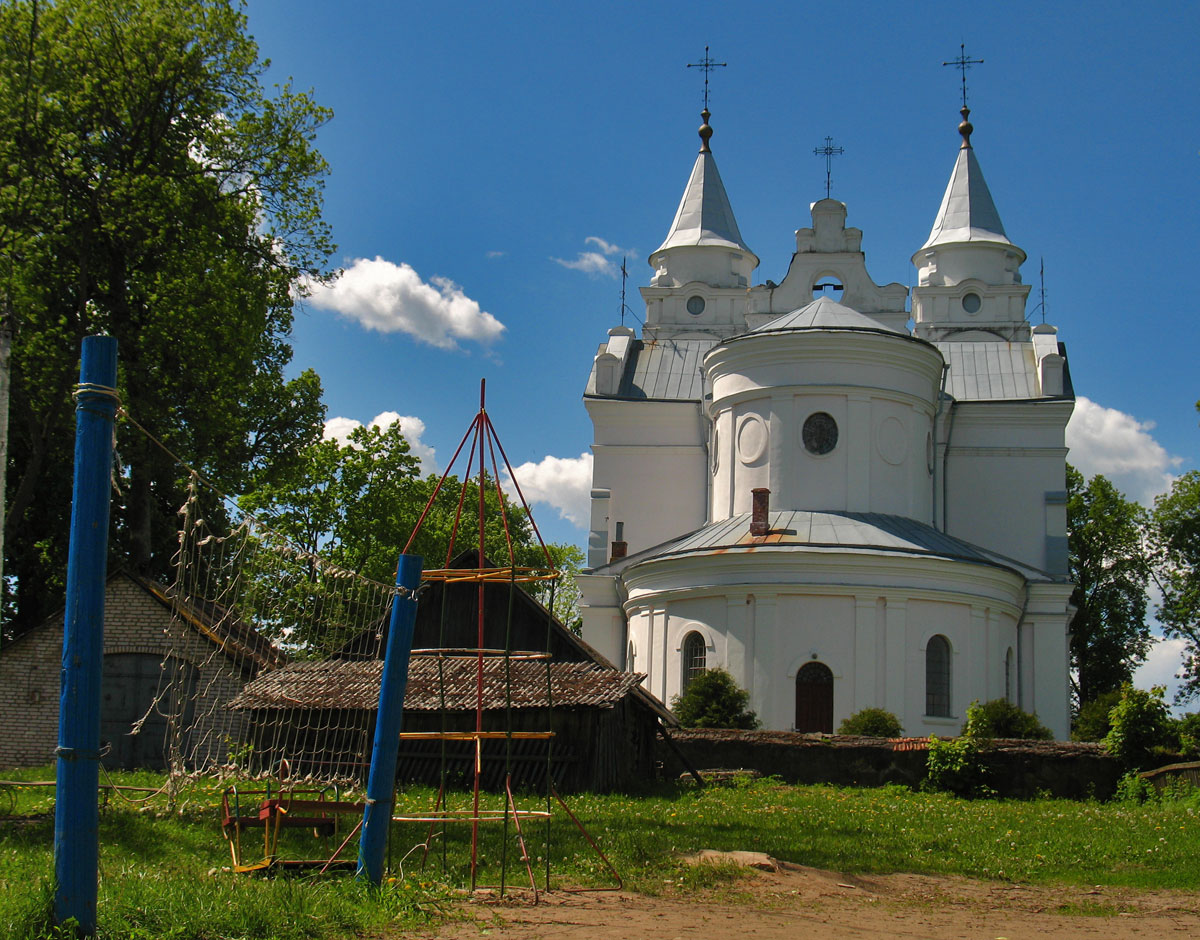
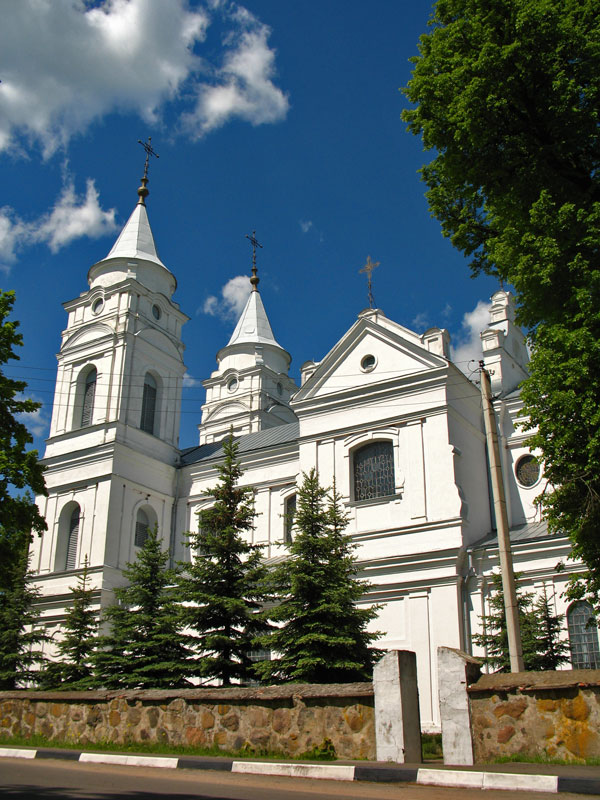

### Утраченное наследие
- Парафьяновская усадьба

## Известные лица
- Владимир Александрович Дукельский — русский и американский композитор, поэт и мемуарист.
- Юрий Петрович Гиль — общественный деятель, популяризатор истории и культуры Беларуси, похоронен в Парафьяново.